# Pyöreä-Kuivanen
Pyöreä-Kuivanen är en ö i Finland. Den ligger i sjön Kallavesi och i sjön Kallavesi och i  kommunen Kuopio i den ekonomiska regionen  Kuopio ekonomiska region  och landskapet Norra Savolax, i den centrala delen av landet, 300 km nordost om huvudstaden Helsingfors. Öns area är 1,9 hektar och dess största längd är 250 meter i sydöst-nordvästlig riktning.